# Tyrlbrunn
Tyrlbrunn ist ein Gemeindeteil von Palling im oberbayerischen Landkreis Traunstein.

## Geschichte

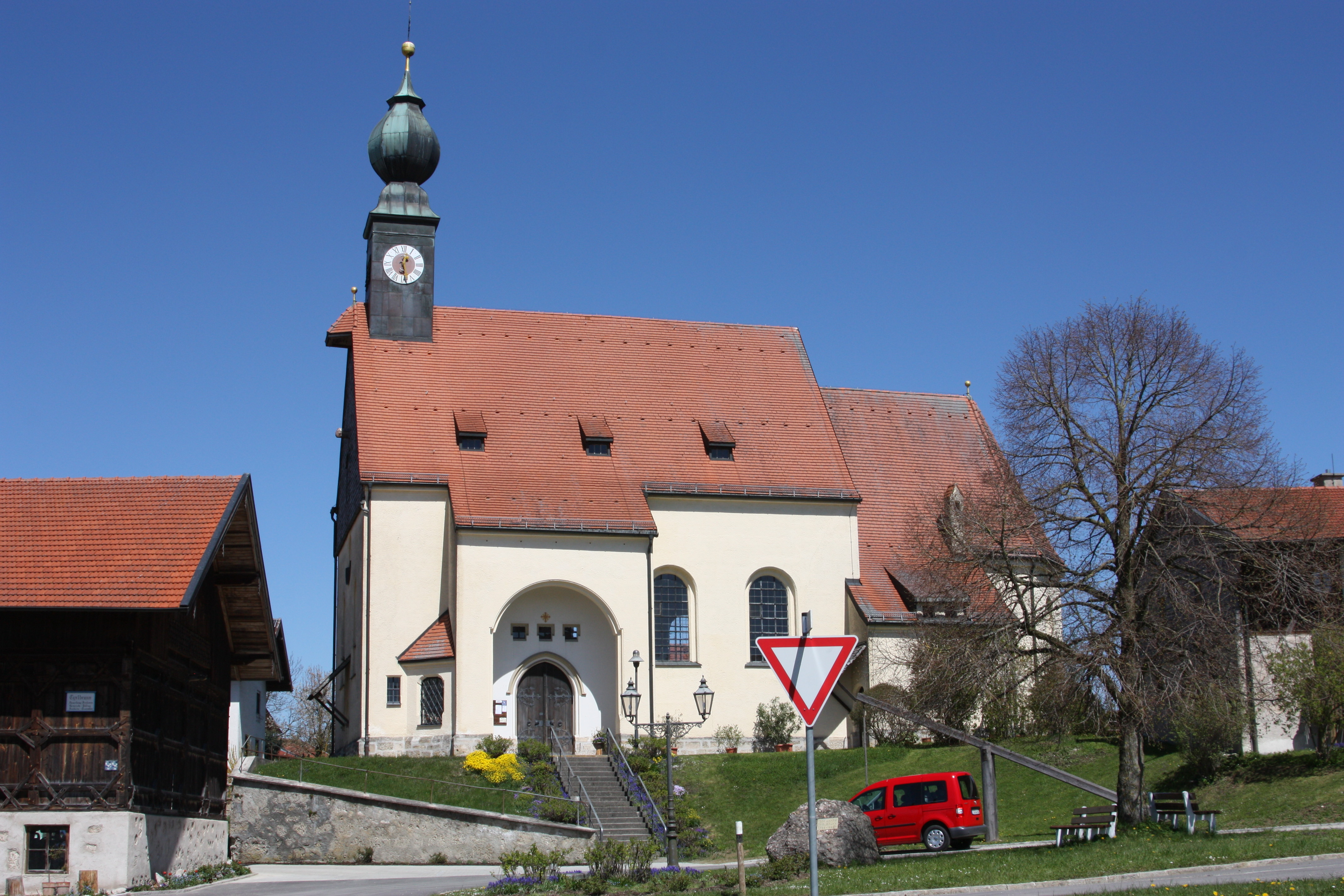
Kirche St. Michael

Das Kirchdorf wurde als „Dundilabrunna“ im späten 8. Jahrhundert in der Notitia Arnonis des Erzbistums Salzburg erstmals genannt.

## Baudenkmäler
Siehe auch: Liste der Baudenkmäler in Tyrlbrunn
- Katholische Filialkirche St. Michael

## Bodendenkmäler
Siehe: Liste der Bodendenkmäler in Palling